# Zimšek
Zimšek je priimek več znanih Slovencev:
- Ana in Eva Zimšek, alpski smučarki, fotomodela
- Jožef Zimšek (*1944), politik
- Slavko Zimšek (1928 - 2014), violinist, koncertni mojster Simfoničnega orkestra RTV, glasbeni pedagog
- Tone Zimšek (1940 - 2012), lesar, politik
- Viktorija Zimšek, glasbenica, arhivarka Simfoničnega orkestra RTV